# Amanda Forsberg
Amanda Nestoria Forsberg, född 26 februari 1846 i Stockholm, var en svensk ballerina.
Hon var elev vid Operan 1863 och premiärdansös där 1864–1869. Hon var sedan premiärdansös vid hovoperan i Berlin 1870–1882. Därefter lämnade Forsberg balettscenen av hälsoskäl.
Bland hennes roller nämns Fenella i "Den stumma" och abbedissan i "Robert af Normandie" samt "Målarens drömbild". Hennes dans ska enligt kritiken ha präglats av en "sällsynt luftighet och finhet" samt "berusande jungfrulig blygsamhet". Hon fick också beröm för sin mimiska förmåga. 
Hon räknades som en av de främsta nio ballerinorna vid Kungliga Baletten tiden 1864–1901, jämsides Hilda Lund, Amalia Paulson, Agnes Christenson, Gunhild Rosén, Cecilia Flamand, Jenny Brandt,  Anna Westberg och Victoria Strandin.